# Fidus
Fidus, vlastním jménem Hugo Reinhold Karl Johann Höppener (8. října 1868, Lübeck – 23. února 1948, Woltersdorf) byl německý symbolistický malíř, ilustrátor a společenský reformátor.

## Život a dílo
Hugo Höppener se narodil v rodině cukráře Julia Höppenera a jeho manželka Camilly (roz. Stender) v Lübecku a již od mládí projevoval výtvarný talent. V 17 letech ho rodiče poslali studovat do přípravky na mnichovskou Akademii, on ale školu opustil po třech měsících a stal se žákem malíře a "apoštola přírodního stylu života" Karla Wilhelma Diefenbacha v Höllriegelskreuth.
Zde přijal zásady vegetariánství, nudismu, uctívání světla a životního stylu šetrného k přírodě a také pacifismus a anarcho-socialistické představy o pozemkové reformě. Německé reformní hnutí Lebensreform odmítalo i judeo-křesťanské náboženství a propagovalo návrat k přírodní spiritualitě. Fidus se stal členem řady spolků (Deutsche Gartenstadtgesellschaft, Deutscher Bund für Bodenreform, Bund für allseitige Lebensreform des gesamten Deutschtums, Verein für Körperkultur, Deutschen Verein für vernünftige Leibeszucht).
V roce 1889 pokračoval ve studiu na Akademii v Mnichově a bydlel v domě teosofa a okultního spisovatele Wilhelma Hübbe-Schleidena, kterého považoval za svého druhého duchovního mistra. Roku 1892 jej následoval do Berlína a začal pracovat jako ilustrátor jeho časopisu Sphinx. Fidusovy ilustrace byly publikovány také v časopisech Jugend, Die Schönheit, Pan, Simplicissimus a v prvním homosexuálním časopisu Der Eigene (1896–1932, vyd. A. Brand v Berlíně). Zajímala ho teosofická mystika a německá mytologie a od prvních téměř abstraktních snových obrazů přešel k zobrazování nejrůznějších nahých lidských figur v přírodním rámci. V jeho obrazech se objevují ezoterické symboly, cyklický kruh života symbolizovaný návratem muže do dělohy, fúze pohlaví, uctívání slunce, náčrtky gigantických chrámů přírodního náboženství a kombinuje zde mysticismus, erotiku a symbolismus.
Kolem roku 1900 byl jedním z nejznámějších německých malířů. Ovlivňovala ho díla spisovatelů jako Arthur Moeller van den Bruck, nebo bratři Heinrich a Julius Hartovi, utopické antimaterialistické hnutí Zahradní město a mládežnické hnutí Wandervogel, které se podobalo skautingu s nacionalistickým zaměřením na Teutonské kořeny Německa.
Jeho nejslavnější obraz Lichtgebet z roku 1908, který existuje ve více verzích, ukazuje mladého, štíhlého, téměř hermafroditního muže na vrcholu hory, uctívajícího slunce. Tento obraz se stal ikonou hnutí mládeže. V roce 1912 založil Spolek Svatého Jiří, který byl zaměřen proti materialismu. Mezi jeho příznivce patřil i mladý Hermann Hesse.

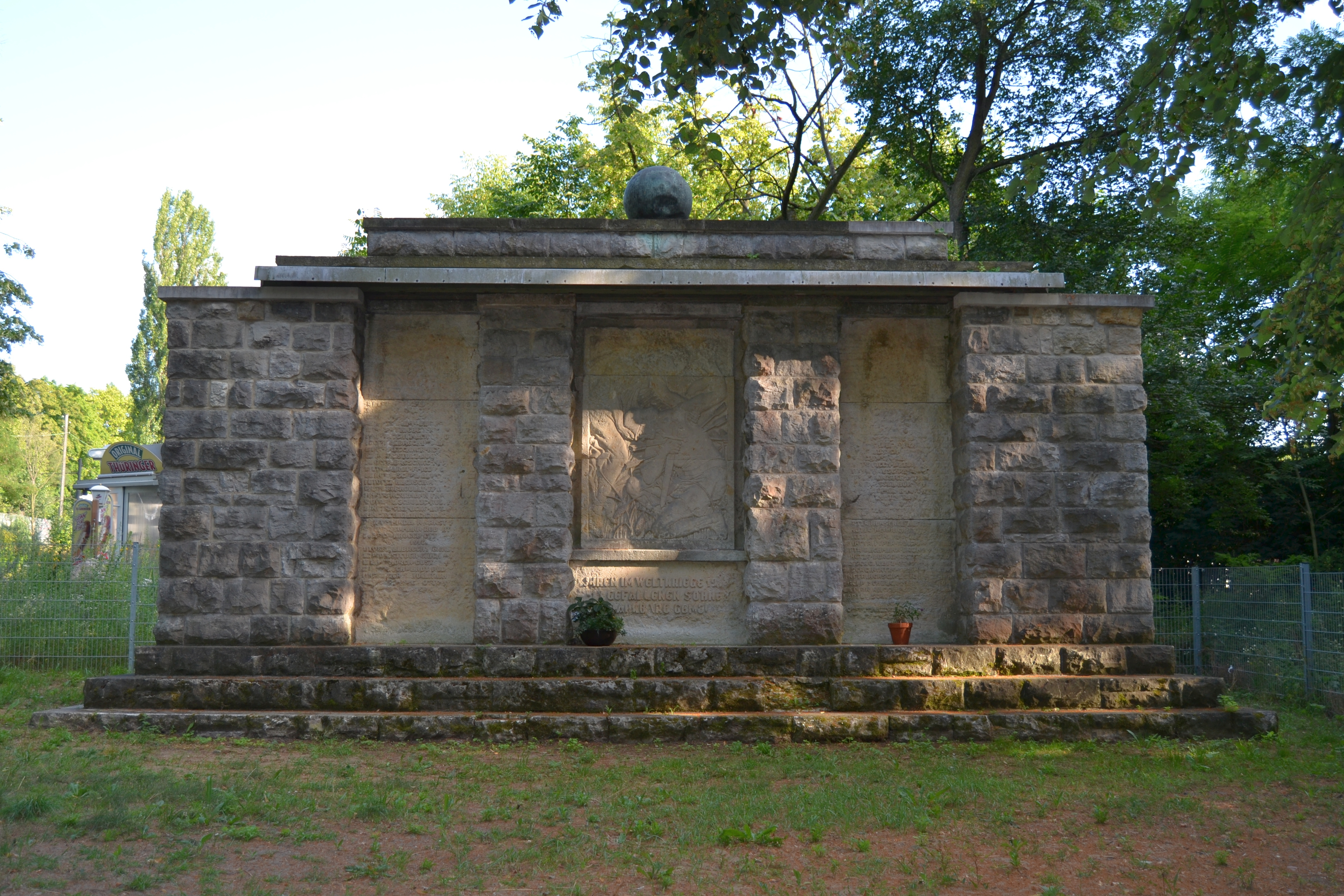
Fidus, Pomník padlým ve Woltersdorfu

Po roce 1918 zájem o Fidusovy ilustrace opadl. Roku 1932 se malíř stal podpůrcem a členem NSDAP, ale už roku 1935 nesouhlasil s přijetím rasových zákonů. Jeho díla byla oficiálně odmítnuta časopisem Das Schwarze Korps jako kýč, stejně jako jím navržené Novogermánské písmo a Hitler byl znechucený připravovanou výstavou roku 1936 v Norimberku a následně zakázal distribuci svých portrétů od Fiduse na pohlednicích. Přesto byl roku 1943 v 75 letech jmenován čestným profesorem.
Po válce, aby získal potravinové lístky, namaloval portréty Lenina a Stalina a člena Sjednocené socialistické strany Německa Rudolfa Breitschieda. V roce 1946, se připojil k volné náboženské komunitě v Berlíně, a volil CDU. Když roku 1948 Fidus zemřel v Woltersdorfu, byl již jako malíř téměř zapomenut.
V 60. letech ho objevilo hnutí hippies v okolí San Francisca a jeho obrazy výtvarně ovlivnily podobu plakátů na koncerty psychedelické hudby.
Byl celkem třikrát ženatý, roku 1895 s Amalií Empire, 1900 s Elsou Knorr a několik let po její smrti roku 1922 s Elsbeth Lehmann-Hohenberg.